# Stratford International station

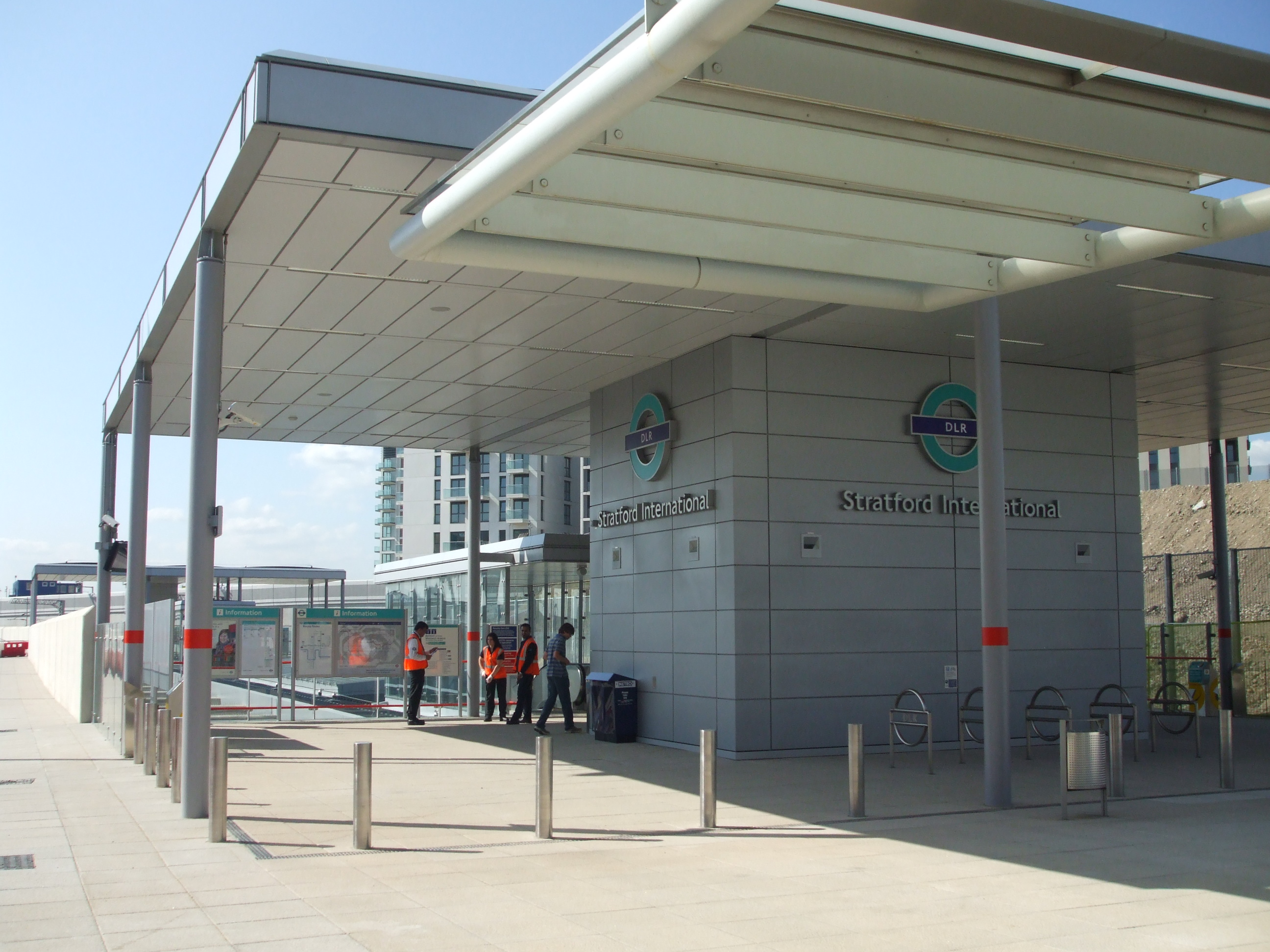
DLR-stationen.

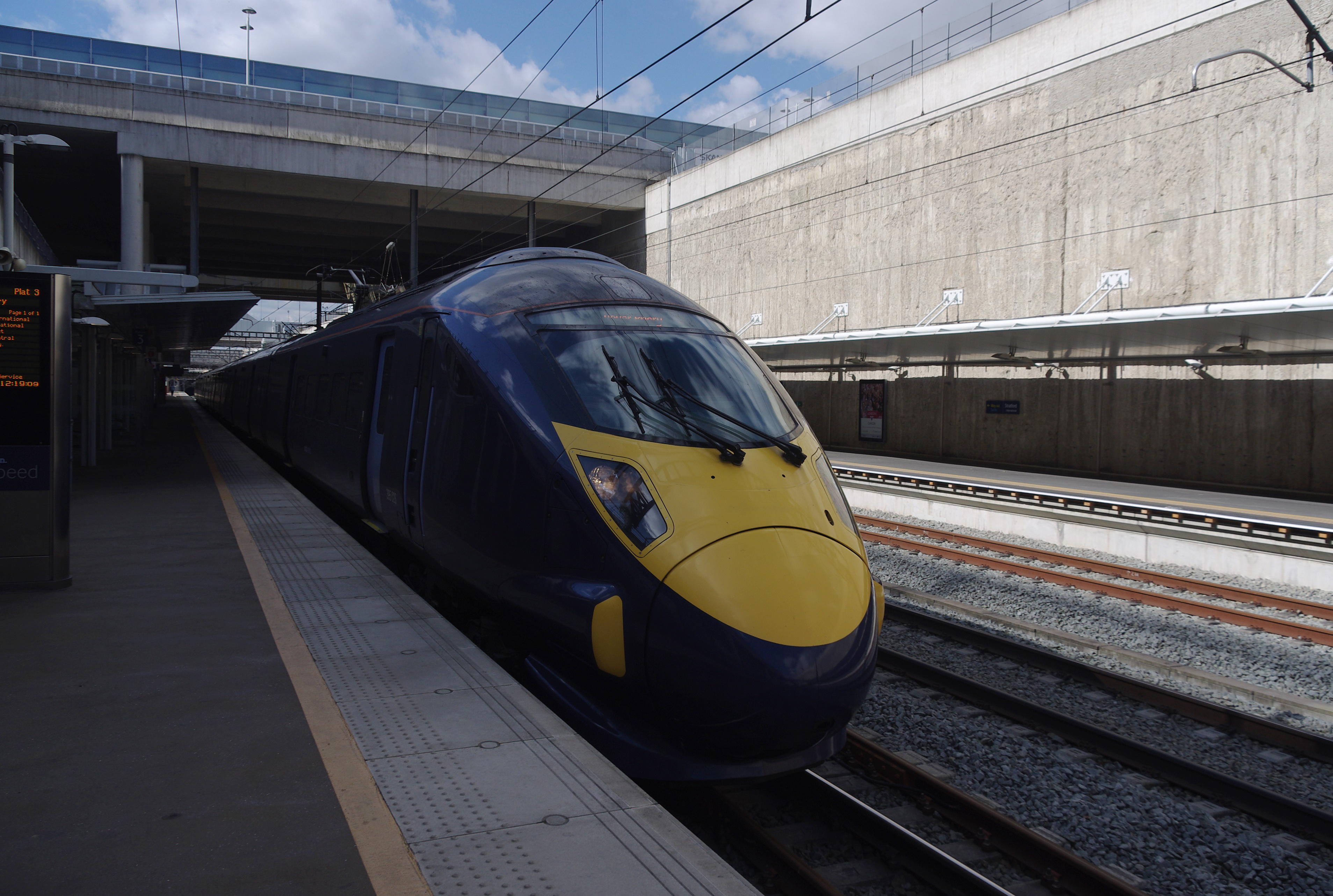
En Class 395 från Southeastern vid Stratford International.

Stratford International station är en järnvägsstation i Stratford i östra London. Den är belägen mitt i den olympiska parken, där Sommar-OS 2012 hölls. Trots stationens namn stannar inga internationella tåg på stationen. I anslutning till stationen finns en Docklands Light Railway-station (DLR).
Den ligger på järnvägslinjen High Speed 1 mellan stationerna St. Pancras International och Ebbsfleet International. Den trafikeras av höghastighetståg från Southeastern med möjlighet att byta till Eurostar vid Ebbsfleet eller Ashford. Slutstationen för DLR är Canning Town.
Stationsbyggnaden stod färdig 2006, men först den 30 november 2009 togs den i bruk av Southeastern. Stationen för Docklands Light Railway öppnade 2011.
Cirka 370 meter bort ligger stationen Stratfords station (även kallad Stratford Regional), en av Londonområdets större stationer. High Speed 1:s fyra plattformar ä uppbyggda i en slags box i betong som sträcker sig 1,1 km. Stationen ligger nära köpcentrumet Westfield Stratford City.